# Emanuel Leminger
Emanuel Leminger (25. prosince 1846 Nedvězí – 3. prosince 1931 Kutná Hora) byl český historik, pedagog a archeolog.

## Život
Po studiích na gymnáziu v Litoměřicích a na univerzitě v Praze se věnoval matematice a fyzice. V roce 1873 byl jmenován učitelem na vyšší reálce v Kutné Hoře. Psal řadu populárních přírodovědeckých článků do časopisů Škola a život, Světozor či Poučných listů. Přispíval do doplňků a oprav Riegrova slovníku naučného. Vydal rovněž učebnice fyziky pro nižší gymnasia a reálky, pro učitelské ústavy a pro měšťanské školy, které byly používány ve většině českých škol. V Kutné Hoře jej zaujala archeologie, které se začal intenzivně věnovat. V roce 1877 se stal jedním ze spoluzakladatelů archeologického spolku Wocel.
V roce 1913 byl E. Leminger jmenován čestným občanem Kutné Hory.

## Dílo
Systematicky se zabýval dějinami kutnohorského umění, uměleckého řemesla a mincovnictví. Výsledky svého bádání v kutnohorském archivu i v terénu publikoval ve dvou monografiích o uměleckém řemesle a o mincovně, řadu uměleckohistorických a numismatických článků uveřejňoval v Památkách archeologických. Nejvýznamnější práceː
- Královská mincovna v Kutné Hoře. Kniha 1906, dodatky 1927
- O českém mincovnictví za krále Vladislava, PA
- O mincování v Hoře Kutné za krále Ludvíka, PA
- Umělecké řemeslo v Kutné Hoře. monografie 1926
- Kaple Vlašského dvora v Kutné Hoře, PA 22, 1906, s. 143-148
- Zvonařský rod Klabalů, PA
- O starých nástěnných malbách v kostele Uhlířsko-Janovickém, PA
- Hradiště nad mlýnem Cimburkem u Kutné Hory, PA.